# Seznam ostrovů Spojeného království v Africe
Ostrovy Spojeného království v Africe. Jedná se o ostrovy zámořského území Svatá Helena, Ascension a Tristan da Cunha, které se nacházejí v jižním Atlantském oceánu.

## Podle velikosti

### Obydlené ostrovy a ostrovy větší než 1 km²
|   | ostrov             | anglicky            | rozloha (km²) | pobřeží (km) | max.nadm. výška (m) | nejvyšší vrchol   | počet obyvatel | hustota zalidnění | největší sídlo              | souostroví       |
| - | ------------------ | ------------------- | ------------- | ------------ | ------------------- | ----------------- | -------------- | ----------------- | --------------------------- | ---------------- |
| 1 | Svatá Helena       | Saint Helena        | 121,0         | —            | 818                 | Diana's Peak      | 4 255          | 35,17             | Jamestown                   |                  |
| 2 | Tristan da Cunha   | Tristan da Cunha    | 98,0          | —            | 2 062               | Queen Mary's Peak | 297            | 3,03              | Edinburgh of the Seven Seas | Tristan da Cunha |
| 3 | Goughův ostrov     | Gough Island        | 91,0          | —            | 910                 | Edinburgh Peak    | 9              | 0,10              | Transvaal Bay               | Tristan da Cunha |
| 4 | Ascension          | Ascension           | 88,0          | —            | 859                 | The Peak          | 806            | 9,16              | Georgetown                  |                  |
| 5 | Nepřístupný ostrov | Inaccessible Island | 14,0          | —            | 561                 | Swale's Fell      | 0              | 0                 | —                           | Tristan da Cunha |
| 6 | Slavičí ostrov     | Nightingale Island  | 3,2           | —            | 370                 | High Peak         | 0              | 0                 | —                           | Tristan da Cunha |

### Neobydlené ostrovy
|   | ostrov         | anglicky              | rozloha (ha) | pobřeží (km) | max.nadm. výška (m) | nejvyšší vrchol | součást souostroví |
| - | -------------- | --------------------- | ------------ | ------------ | ------------------- | --------------- | ------------------ |
| 1 | Stoltenhoff    | Stoltenhoff Island    | 20,0         | —            | 99,0                | —               | Slavičí ostrovy    |
| 2 | Middle         | Middle Island         | 20,0         | —            | 46,0                | —               | Slavičí ostrovy    |
| 3 | Boatswain Bird | Boatswain Bird Island | 5,3          | —            | —                   | —               | Ascension          |